# Genesis Rock

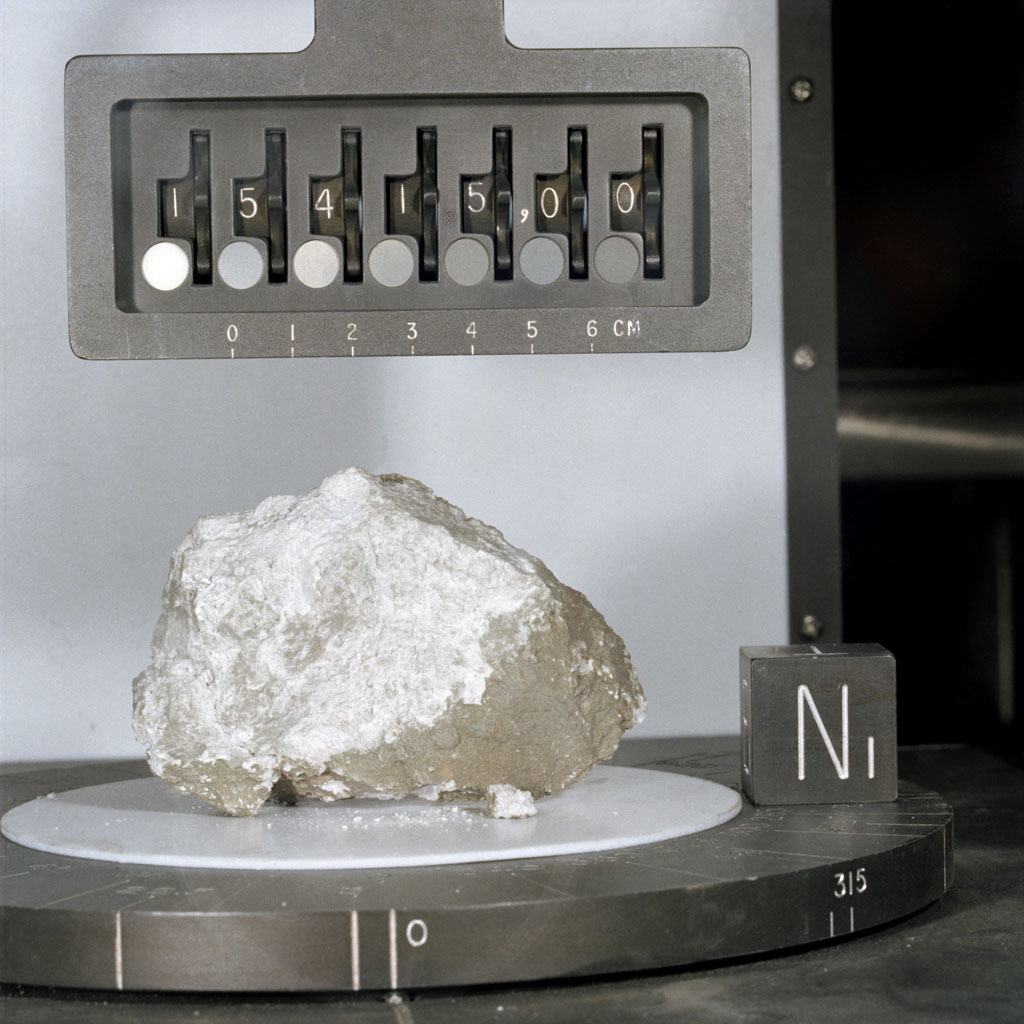
Genesis Rock

Genesis Rock är ett stenprov från månskorpan hämtat på månen av Apollo 15 astronauterna James Irwin och David Scott. Den är en anortosit, det vill säga en fältspat med mer än 90 % plagioklas.
Kemiska analyser av Genesis Rock indikerar att stenen formades i det tidiga stadiet av solsystemet, ett antal miljarder år sedan. Den hämtades i en krater på månen, nära andra liknande stenar.